# Kameroen op de Olympische Zomerspelen 1996
Kameroen nam deel aan de Olympische Zomerspelen 1996 in Atlanta, Verenigde Staten. Er werden geen medailles gewonnen.

## Deelnemers en resultaten

### Atletiek
| Olympiër                                                                    | Discipline | Resultaat | Prestatie              |
| --------------------------------------------------------------------------- | ---------- | --------- | ---------------------- |
| Benjamin Sirimou                                                            | 100m (m)   | 59e       | serie 12: 5de in 10,58 |
| Benjamin Sirimou                                                            | 200m (m)   | 52e       | serie 4: 5de in 21,00  |
| Alfred Moussambani Benjamin Sirimou Aimé-Issa Nthépé Claude Toukéné-Guébogo | 4x100m (m) | 20e       | 39,81                  |
|                                                                             |            |           |                        |
| Myriam Mani                                                                 | 100m (v)   | 42e       | serie 2: 7de in 11,76  |
| Georgette N'Koma                                                            | 200m (v)   | 37e       | serie 6: 7de in 23,68  |
| Myriam Mani Georgette N'Koma Edwige Abéna Fouda Sylvie Mballa Eloundou      | 4x100m (v) | DNF       | niet gefinisht         |

### Boksen
| Olympiër             | Discipline | Resultaat | Prestatie                                                           |
| -------------------- | ---------- | --------- | ------------------------------------------------------------------- |
| Elvis Konamegui      | -57kg (m)  | 17e       | 1ste ronde: V van ARM Gevorgyan: 3-10                               |
| Ernest Atangana Mboa | -67kg (m)  | 17e       | 1ste ronde: V van PUR Santos: scheidsrechterlijke beslissing        |
| Bertrand Tietsia     | -75kg (m)  | 9e        | 1ste ronde: W van KOR Mum: 12-2 2de ronde: V van IRL Magee: 6-11    |
| Paul Mbongo          | -81kg (m)  | 9e        | 1ste ronde: W van KEN Odhiambo: 15-6 2de ronde: V van CAN Ross: 3-7 |

### Gewichtheffen
| Olympiër             | Discipline | Resultaat | Prestatie                                                     |
| -------------------- | ---------- | --------- | ------------------------------------------------------------- |
| Samson N'Dicka-Matam | -64kg (m)  | 25e       | trekken: 19de met 125kg stoten: 22ste met 155kg totaal: 280kg |

### Judo
| Olympiër           | Discipline | Resultaat | Prestatie                                                                   |
| ------------------ | ---------- | --------- | --------------------------------------------------------------------------- |
| Serge Biwole Abolo | -86kg (m)  | 13e       | 1ste ronde: vrij 2de ronde: V van KOR Jeon herkansingen: V van NED Huizinga |

### Worstelen
| Olympiër           | Discipline  | Resultaat   | Prestatie                                                               |
| Vrije stijl        | Vrije stijl | Vrije stijl | Vrije stijl                                                             |
| ------------------ | ----------- | ----------- | ----------------------------------------------------------------------- |
| Anthony Avon Blume | -74kg (m)   | 20e         | 1ste ronde: V van BUL Paskalev: 0-10 herkansingen: V van CAN Hohl: 0-10 |

Afghanistan · Albanië · Algerije · Amerikaanse Maagdeneilanden · Amerikaans-Samoa · Andorra · Angola · Antigua‑Barbuda · Argentinië · Armenië · Aruba · Australië · Azerbeidzjan · Bahama's · Bahrein · Bangladesh · Barbados · België · Belize · Benin · Bermuda · Bhutan · Bolivia · Bosnië en Herzegovina · Botswana · Brazilië · Britse Maagdeneilanden · Brunei · Bulgarije · Burkina Faso · Burundi · Cambodja · Canada · Centraal-Afrikaanse Republiek · Chili · China · Chinees Taipei · Colombia · Comoren · Congo-Brazzaville · Cookeilanden · Costa Rica · Cuba · Cyprus · Denemarken · Djibouti · Dominica · Dominicaanse Republiek · Duitsland · Ecuador · Egypte · El Salvador · Equatoriaal-Guinea · Estland · Ethiopië · Fiji · Filipijnen · Finland · Frankrijk · Gabon · Gambia · Georgië · Ghana · Grenada · Griekenland · Groot-Brittannië · Guam · Guatemala · Guinee · Guinee-Bissau · Guyana · Haïti · Honduras · Hongarije · Hongkong · Ierland · IJsland · India · Indonesië · Irak · Iran · Israël · Italië · Ivoorkust · Jamaica · Japan · Jemen · Joegoslavië · Jordanië · Kaaimaneilanden · Kaapverdië · Kameroen · Kazachstan · Kenia · Kirgizië · Koeweit · Kroatië · Laos · Lesotho · Letland · Libanon · Liberia · Libië · Liechtenstein · Litouwen · Luxemburg ·  Macedonië · Madagaskar · Malawi · Malediven · Maleisië · Mali · Malta · Marokko · Mauritanië · Mauritius · Mexico · Moldavië · Monaco · Mongolië · Mozambique · Myanmar · Namibië · Nauru · Nederland · Nederlandse Antillen · Nepal · Nicaragua · Nieuw-Zeeland · Niger · Nigeria · Noord-Korea · Noorwegen · Oeganda · Oekraïne · Oezbekistan · Oman · Oostenrijk · Pakistan · Palestina · Panama · Papoea-Nieuw-Guinea · Paraguay · Peru · Polen · Portugal · Puerto Rico · Qatar · Roemenië · Rusland · Rwanda · Saint Kitts en Nevis · Saint Lucia · Saint Vincent en Grenadines · Salomonseilanden · Samoa · San Marino · Sao Tomé en Principe · Saoedi-Arabië · Senegal · Seychellen · Sierra Leone · Singapore · Slovenië · Slowakije · Soedan · Somalië · Spanje · Sri Lanka · Suriname · Swaziland · Syrië · Tadzjikistan · Tanzania · Thailand · Togo · Tonga · Trinidad en Tobago · Tsjaad · Tsjechië · Tunesië · Turkije · Turkmenistan · Uruguay · Vanuatu · Venezuela · Verenigde Arabische Emiraten · Verenigde Staten · Vietnam · Wit-Rusland · Zaïre · Zambia · Zimbabwe · Zuid-Afrika · Zuid-Korea · Zweden · Zwitserland